# Jakub Tosik
Jakub Tosik (ur. 21 maja 1987 w Zelowie) – polski piłkarz, występujący na pozycji obrońcy lub pomocnika, od 2024 zawodnik Włókniarza Zelów. W 2010 dwukrotny reprezentant Polski. Uczestnik Mistrzostw Europy U-19 2006.

## Kariera klubowa

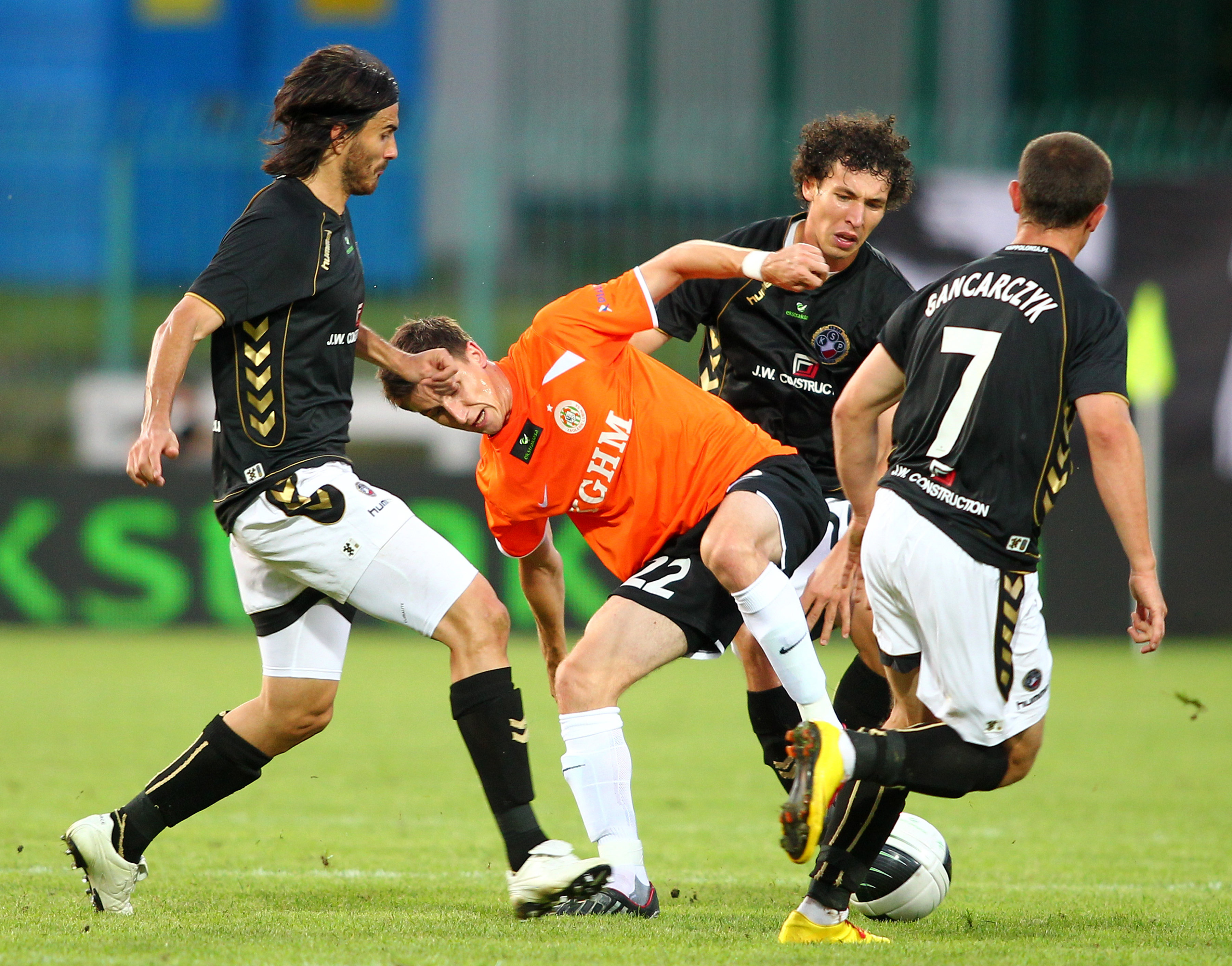
Jakub Tosik (po prawej z tyłu) podczas meczu z Zagłębiem Lubin (2010).

Tosik jest wychowankiem Włókniarza Zelów. W 2004 rozpoczął karierę piłkarską w GKS-ie Bełchatów, a w 2010 został piłkarzem Polonii Warszawa. 19 lipca 2012 podpisał 3-letni kontrakt z ukraińskim klubem Karpaty Lwów. Rozegrał w nim tylko cztery spotkania i 8 grudnia 2012 opuścił lwowski zespół. Na początku 2013 powrócił do Polonii Warszawa. 19 czerwca 2013 podpisał kontrakt z Jagiellonią Białystok, który został rozwiązany na początku sierpnia 2014. Tosik w zespole ze stolicy Podlasia występował z numerem 15 na koszulce. 
21 lipca 2020 roku podpisał dwuletni kontrakt z opcją przedłużenia na kolejny rok z pierwszoligowym ŁKS Łódź. 4 sierpnia 2022 przedłużył umowę o kolejne dwa lata, wzmacniając trzecioligowe rezerwy, ŁKS II Łódź, z którymi w 2023 awansował do II ligi. W sierpniu 2023 przeszedł do Lubienianki Lubień Kujawski.

## Kariera reprezentacyjna
Tosik ma za sobą występy w młodzieżowych reprezentacjach kraju. Wraz z kadrą U-19 zagrał na Mistrzostwach Europy w 2006. 17 stycznia 2010 zadebiutował w reprezentacji Polski w meczu przeciwko Danii.

## Statystyki

### Klubowe
(aktualne na dzień 2 czerwca 2017)
| Klub                  | Sezon              | Liga               | Liga  | Liga   | Puchar kraju | Puchar kraju | Europa | Europa | Inne  | Inne   | Suma  | Suma   |
| Klub                  | Sezon              | Liga               | Mecze | Bramki | Mecze        | Bramki       | Mecze  | Bramki | Mecze | Bramki | Mecze | Bramki |
| --------------------- | ------------------ | ------------------ | ----- | ------ | ------------ | ------------ | ------ | ------ | ----- | ------ | ----- | ------ |
| GKS Bełchatów         | 2005/06            | Ekstraklasa        | 1     | 0      | –            | –            | –      | –      | –     | –      | 1     | 0      |
| GKS Bełchatów         | 2007/08            | Ekstraklasa        | 6     | 0      | –            | –            | –      | –      | 1     | 0      | 7     | 0      |
| GKS Bełchatów         | 2008/09            | Ekstraklasa        | 2     | 1      | –            | –            | –      | –      | –     | –      | 2     | 1      |
| GKS Bełchatów         | 2009/10            | Ekstraklasa        | 25    | 2      | –            | –            | –      | –      | –     | –      | 25    | 2      |
| GKS Bełchatów         | Ogólnie            | Ogólnie            | 34    | 3      | 0            | 0            | 0      | 0      | 1     | 0      | 35    | 3      |
| Polonia Warszawa      | 2010/11            | Ekstraklasa        | 23    | 0      | 3            | 0            | –      | –      | –     | –      | 26    | 0      |
| Polonia Warszawa      | 2011/12            | Ekstraklasa        | 12    | 0      | 1            | 0            | –      | –      | –     | –      | 13    | 0      |
| Polonia Warszawa      | Ogólnie            | Ogólnie            | 35    | 0      | 4            | 0            | 0      | 0      | 0     | 0      | 39    | 0      |
| Karpaty Lwów          | 2012/13            | Premier-liha       | 4     | 0      | –            | –            | –      | –      | –     | –      | 4     | 0      |
| Polonia Warszawa      | 2012/13            | Ekstraklasa        | 12    | 0      | –            | –            | –      | –      | –     | –      | 12    | 0      |
| Jagiellonia Białystok | 2013/14            | Ekstraklasa        | 30    | 0      | 2            | 0            | –      | –      | –     | –      | 32    | 0      |
| Zagłębie Lubin        | 2014/15            | I liga             | 24    | 3      | 1            | 0            | –      | –      | –     | –      | 25    | 3      |
| Zagłębie Lubin        | 2015/16            | Ekstraklasa        | 24    | 3      | 4            | 0            | –      | –      | –     | –      | 28    | 3      |
| Zagłębie Lubin        | 2016/17            | Ekstraklasa        | 32    | 3      | 1            | 0            | 4      | 0      | –     | –      | 37    | 3      |
| Zagłębie Lubin        | Ogólnie            | Ogólnie            | 80    | 9      | 6            | 0            | 4      | 0      | 0     | 0      | 90    | 9      |
| Ogólnie w karierze    | Ogólnie w karierze | Ogólnie w karierze | 195   | 12     | 12           | 0            | 4      | 0      | 1     | 0      | 212   | 12     |

### Reprezentacyjne
(aktualne na dzień 23 stycznia 2010)
| Reprezentacja | Rok  | Mecze | Bramki |
| ------------- | ---- | ----- | ------ |
| Polska        |      |       |        |
| 2010          | 2    | 0     |        |
| Suma          | Suma | 2     | 0      |

| Mecze i gole w reprezentacji | Mecze i gole w reprezentacji | Mecze i gole w reprezentacji | Mecze i gole w reprezentacji | Mecze i gole w reprezentacji | Mecze i gole w reprezentacji | Mecze i gole w reprezentacji |
| Lp.                          | Data                         | Miejsce                      | Przeciwnik                   | Gol                          | Wynik                        | Rozgrywki                    |
| ---------------------------- | ---------------------------- | ---------------------------- | ---------------------------- | ---------------------------- | ---------------------------- | ---------------------------- |
| 1.                           | 17.01.2010                   | Nakhon Ratchasima, Tajlandia | Dania                        |                              | 1:3                          | towarzyski                   |
| 2.                           | 23.01.2010                   | Nakhon Ratchasima, Tajlandia | Singapur                     |                              | 6:1                          | towarzyski                   |

## Sukcesy

### Zagłębie Lubin
- Mistrzostwo I ligi: 2014/2015